# Jasikan

Jasikan är en ort i östra Ghana, några kilometer väster om gränsen till Togo. Den är huvudort för distriktet Jasikan, och folkmängden uppgick till 9 726 invånare vid folkräkningen 2010.